# Olympische Winterspiele 2018/Teilnehmer (Belarus)
| Gelbes Symbol für Goldmedaillen mit stilisierten Olympischen Ringen | Graues Symbol für Silbermedaillen mit stilisierten Olympischen Ringen | Braundes Symbol für Bronzemedaillen mit stilisierten Olympischen Ringen |
| ------------------------------------------------------------------- | --------------------------------------------------------------------- | ----------------------------------------------------------------------- |
| 2                                                                   | 1                                                                     | —                                                                       |

Bei den Olympischen Winterspielen 2018 nahm Belarus mit 33 Athleten in sechs Disziplinen teil, davon 17 Männer und 16 Frauen. Fahnenträgerin bei der Eröffnungsfeier war Ala Zuper. Belarussische Athleten gewannen zwei Goldmedaillen und eine Silbermedaille, womit Belarus Rang 15 im Medaillenspiegel belegte.

## Teilnehmer nach Sportarten

### Biathlon
| Athleten                                                                       | Wettbewerbe                   | Zeit        | Fehler         | Rang   |
| ------------------------------------------------------------------------------ | ----------------------------- | ----------- | -------------- | ------ |
| Männer                                                                         |                               |             |                |        |
| Sergei Botscharnikow                                                           | 10 km Sprint                  | 25:20,9 min | 2 (1+1)        | 42     |
| Sergei Botscharnikow                                                           | 12,5 km Verfolgung            | 37:15,6 min | 6 (1+3+0+2)    | 37     |
| Sergei Botscharnikow                                                           | 20 km Einzel                  | 50:25,3 min | 1 (0+0+0+1)    | 18     |
| Uladsimir Tschapelin                                                           | 10 km Sprint                  | 25:04,8 min | 2 (1+1)        | 34     |
| Uladsimir Tschapelin                                                           | 12,5 km Verfolgung            | 37:04,6 min | 6 (0+0+3+3)    | 36     |
| Uladsimir Tschapelin                                                           | 20 km Einzel                  | 51:27,9 min | 3 (1+0+1+1)    | 30     |
| Anton Smolski                                                                  | 10 km Sprint                  | 25:05,9 min | 1 (1+0)        | 35     |
| Anton Smolski                                                                  | 12,5 km Verfolgung            | 36:44,1 min | 3 (1+1+1+0)    | 33     |
| Maksim Warabej                                                                 | 20 km Einzel                  | 52:01,3 min | 3 (0+2+0+1)    | 39     |
| Raman Jaljotnau                                                                | 10 km Sprint                  | 26:12,6 min | 6 (2+4)        | 71     |
| Raman Jaljotnau                                                                | 20 km Einzel                  | 52:57,6 min | 5 (1+2+1+1)    | 52     |
| Anton Smolski Raman Jaljotnau Sergei Botscharnikow Uladsimir Tschapelin        | 4 × 7,5 km Staffel            | 1:20:06,0 h | 3+12 (2+6 1+6) | 8      |
| Frauen                                                                         |                               |             |                |        |
| Dsinara Alimbekawa                                                             | 15 km Einzel                  | 47:04,0 min | 4 (1+1+1+1)    | 56     |
| Darja Domratschawa                                                             | 7,5 km Sprint                 | 21:52,4 min | 2 (1+1)        | 9      |
| Darja Domratschawa                                                             | 10 km Verfolgung              | 34:26,8 min | 6 (0+1+1+4)    | 37     |
| Darja Domratschawa                                                             | 12,5 km Massenstart           | 35:41,8 min | 1 (0+0+1+0)    | Silber |
| Darja Domratschawa                                                             | 15 km Einzel                  | 44:57,8 min | 4 (0+0+1+3)    | 27     |
| Iryna Kryuko                                                                   | 7,5 km Sprint                 | 22:17,4 min | 1 (0+1)        | 17     |
| Iryna Kryuko                                                                   | 10 km Verfolgung              | 32:54,0 min | 2 (1+0+0+1)    | 17     |
| Iryna Kryuko                                                                   | 12,5 km Massenstart           | 39:04,0 min | 4 (3+1+0+0)    | 26     |
| Iryna Kryuko                                                                   | 15 km Einzel                  | 45:26,0 min | 3 (0+2+0+1)    | 36     |
| Nadseja Skardsina                                                              | 7,5 km Sprint                 | 23:29,1 min | 2 (0+2)        | 52     |
| Nadseja Skardsina                                                              | 10 km Verfolgung              | 35:10,3 min | 3 (2+0+0+1)    | 44     |
| Nadseja Skardsina                                                              | 12,5 km Massenstart           | 36:10,9 min | 0 (0+0+0+0)    | 7      |
| Nadseja Skardsina                                                              | 15 km Einzel                  | 43:40,2 min | 1 (0+0+0+1)    | 10     |
| Nadseja Pissarawa                                                              | 7,5 km Sprint                 | 23:07,8 min | 3 (2+1)        | 36     |
| Nadseja Pissarawa                                                              | 10 km Verfolgung              | 32:42,7 min | 1 (0+0+1+0)    | 14     |
| Nadseja Skardsina Iryna Kryuko Dsinara Alimbekawa Darja Domratschawa           | 4 × 6 km Staffel              | 1:12:03,4 h | 0+9 (0+3 0+6)  | Gold   |
| Mixed                                                                          |                               |             |                |        |
| Nadseja Skardsina Darja Domratschawa Sergei Botscharnikow Uladsimir Tschapelin | 2 × 6 km + 2 × 7,5 km Staffel | 1:09:29,8 h | 0+3 (0+2 0+1)  | 5      |

### Eisschnelllauf
| Männer             |        |              |     |
| Ihnat Halawazjuk   | 500 m  | 35,23 s      | 22  |
| Ihnat Halawazjuk   | 1000 m | 1:10,140 min | 28  |
| Frauen             |        |              |     |
| Ksenija Sadouskaja | 500 m  | 39,64 s      | 30  |
| Maryna Sujewa      | 1500 m | DSQ          | DSQ |
| Maryna Sujewa      | 3000 m | 4:05,96 min  | 11  |
| Maryna Sujewa      | 5000 m | 7:04,41 min  | 7   |

| Athleten            | Wettbewerbe | Halbfinale | Halbfinale | Finale        | Finale        | Rang |
| Athleten            | Wettbewerbe | Punkte     | Rang       | Punkte        | Rang          | Rang |
| ------------------- | ----------- | ---------- | ---------- | ------------- | ------------- | ---- |
| Männer              |             |            |            |               |               |      |
| Wital Michajlau     | Massenstart | 20         | 3          | 1             | 7             | 7    |
| Frauen              |             |            |            |               |               |      |
| Maryna Sujewa       | Massenstart | 0          | 8          | 3             | 6             | 6    |
| Tazzjana Michajlawa | Massenstart | 0          | 11         | ausgeschieden | ausgeschieden | 17   |

### Freestyle-Skiing
| Athleten                 | Wettbewerbe | Qualifikation | Qualifikation | Finale        | Finale        | Rang |
| Athleten                 | Wettbewerbe | Punkte        | Rang          | Punkte        | Rang          | Rang |
| ------------------------ | ----------- | ------------- | ------------- | ------------- | ------------- | ---- |
| Frauen                   |             |               |               |               |               |      |
| Hanna Huskowa            | Aerials     | 100,45        | 2             | 96,14         |               | Gold |
| Aljaksandra Ramanouskaja | Aerials     | 83,65         | 8             | ausgeschieden | ausgeschieden | 14   |
| Ala Zuper                | Aerials     | 99,37         | 1             | 59,94         | 4             | 4    |
| Männer                   |             |               |               |               |               |      |
| Maksim Huszik            | Aerials     | 92,92         | 16            | ausgeschieden | ausgeschieden | 22   |
| Stanislau Hladtschanka   | Aerials     | 126,11        | 4             | 92,61         | 6             | 6    |
| Anton Kuschnir           | Aerials     | 121,27        | 7             | ausgeschieden | ausgeschieden | 13   |

### Shorttrack
| Athlet           | Wettbewerb | Vorlauf      | Vorlauf | Halbfinale    | Halbfinale    | Finale        | Finale        | Rang |
| Athlet           | Wettbewerb | Zeit         | Rang    | Zeit          | Rang          | Zeit          | Rang          | Rang |
| ---------------- | ---------- | ------------ | ------- | ------------- | ------------- | ------------- | ------------- | ---- |
| Männer           |            |              |         |               |               |               |               |      |
| Maksim Sjarhejeu | 1500 m     | 2:15,242 min | 5       | ausgeschieden | ausgeschieden | ausgeschieden | ausgeschieden | 28   |

### Ski Alpin
| Athleten            | Wettbewerbe  | 1. Lauf     | 2. Lauf     | Gesamt      | Gesamt |
| Athleten            | Wettbewerbe  | Zeit        | Zeit        | Zeit        | Rang   |
| ------------------- | ------------ | ----------- | ----------- | ----------- | ------ |
| Frauen              |              |             |             |             |        |
| Maryja Schkanawa    | Super-G      | −           | −           | DNS         | DNS    |
| Maryja Schkanawa    | Riesenslalom | 1:18,17 min | 1:14,16 min | 2:32,33 min | 38     |
| Maryja Schkanawa    | Slalom       | 52,50 s     | 51,71 s     | 1:44,21 min | 28     |
| Männer              |              |             |             |             |        |
| Juryj Danilatschkin | Abfahrt      | −           | −           | 1:45,86 min | 44     |
| Juryj Danilatschkin | Super-G      | −           | −           | 1:30,13 min | 42     |
| Juryj Danilatschkin | Riesenslalom | 1:19,45 min | 1:17,44 min | 2:36,89 min | 54     |
| Juryj Danilatschkin | Slalom       | 55,42 s     | 56,73 s     | 1:52,15 min | 33     |
| Juryj Danilatschkin | Kombination  | 1:22,78 min | 55,94 s     | 2:18,72 min | 34     |

### Skilanglauf
| Athleten                                                                     | Wettbewerbe      | Zeit        | Rang |
| ---------------------------------------------------------------------------- | ---------------- | ----------- | ---- |
| Frauen                                                                       |                  |             |      |
| Waljanzina Kaminskaja                                                        | 10 km Freistil   | 30:01,6 min | 70   |
| Waljanzina Kaminskaja                                                        | 30 km klassisch  | 1:42:27,6 h | 45   |
| Polina Seronossowa                                                           | 10 km Freistil   | 28:22,8 min | 48   |
| Polina Seronossowa                                                           | 15 km Skiathlon  | 45:34,9 min | 46   |
| Polina Seronossowa                                                           | 30 km klassisch  | 1:39:36,0 h | 40   |
| Julija Tichonowa                                                             | 10 km Freistil   | 28:07,0 min | 40   |
| Julija Tichonowa                                                             | 15 km Skiathlon  | 44:57,1 min | 42   |
| Julija Tichonowa                                                             | 30 km klassisch  | DNF         | DNF  |
| Nastassja Kirylawa Julija Tichonowa Polina Seronossowa Waljanzina Kaminskaja | 4 × 5 km Staffel | 57:56,1 min | 14   |
| Männer                                                                       |                  |             |      |
| Jury Astapenka                                                               | 15 km Freistil   | 37:04,0 min | 55   |
| Jury Astapenka                                                               | 30 km Skiathlon  | 1:23:12,5 h | 50   |
| Sjarhej Dalidowitsch                                                         | 30 km Skiathlon  | DNF         | DNF  |
| Michail Sjamjonau                                                            | 15 km Freistil   | 36:25,8 min | 40   |
| Michail Sjamjonau                                                            | 30 km Skiathlon  | 1:21:12,0 h | 44   |
| Michail Sjamjonau                                                            | 50 km klassisch  | 2:22:51,2 h | 44   |
| Aljaksandr Woranau                                                           | 15 km Freistil   | 38:05,5 min | 73   |

| Athleten                            | Wettbewerbe | Qualifikation | Qualifikation | Viertelfinale | Viertelfinale | Halbfinale    | Halbfinale    | Finale        | Finale        | Rang |
| Athleten                            | Wettbewerbe | Zeit          | Rang          | Zeit          | Rang          | Zeit          | Rang          | Zeit          | Rang          | Rang |
| ----------------------------------- | ----------- | ------------- | ------------- | ------------- | ------------- | ------------- | ------------- | ------------- | ------------- | ---- |
| Frauen                              |             |               |               |               |               |               |               |               |               |      |
| Waljanzina Kaminskaja               | Sprint      | 3:32,80 min   | 47            | ausgeschieden | ausgeschieden | ausgeschieden | ausgeschieden | ausgeschieden | ausgeschieden | 47   |
| Nastassja Kirylawa                  | Sprint      | 3:28,98 min   | 40            | ausgeschieden | ausgeschieden | ausgeschieden | ausgeschieden | ausgeschieden | ausgeschieden | 40   |
| Polina Seronossowa                  | Sprint      | 3:29,44 min   | 41            | ausgeschieden | ausgeschieden | ausgeschieden | ausgeschieden | ausgeschieden | ausgeschieden | 41   |
| Julija Tichonowa                    | Sprint      | 3:27,19 min   | 35            | ausgeschieden | ausgeschieden | ausgeschieden | ausgeschieden | ausgeschieden | ausgeschieden | 35   |
| Polina Seronossowa Julija Tichonowa | Teamsprint  | −             | −             | −             | −             | 17:33,63 min  | 8             | ausgeschieden | ausgeschieden | 16   |
| Männer                              |             |               |               |               |               |               |               |               |               |      |
| Aljaksandr Woranau                  | Sprint      | 3:17,12 min   | 27            | 3:14,95       | 5             | ausgeschieden | ausgeschieden | ausgeschieden | ausgeschieden | 24   |
| Jury Astapenka Michail Sjamjonau    | Teamsprint  | −             | −             | −             | −             | 16:32,31 min  | 7             | ausgeschieden | ausgeschieden | 16   |

Ina Lukonina gehörte zum Aufgebot, blieb aber ohne Einsatz.